# Centrale telefonica
Una centrale telefonica, nelle telecomunicazioni, è un organo di commutazione di una rete telefonica pubblica (centrale pubblica o autocommutatore) o privata (centralino o PABX), nel primo caso rappresenta il punto di concentrazione della rete telefonica pubblica (in Italia viene utilizzato l'acronimo RTG, per "Rete Telefonica Generale", oppure il sostanziale sinonimo inglese PSTN).
È l'evoluzione elettronica del tavolo di commutazione manuale nei quali il 'cordone di operatrice' metteva in comunicazione il chiamante (terminazione entrante) con il chiamato (terminazione uscente).

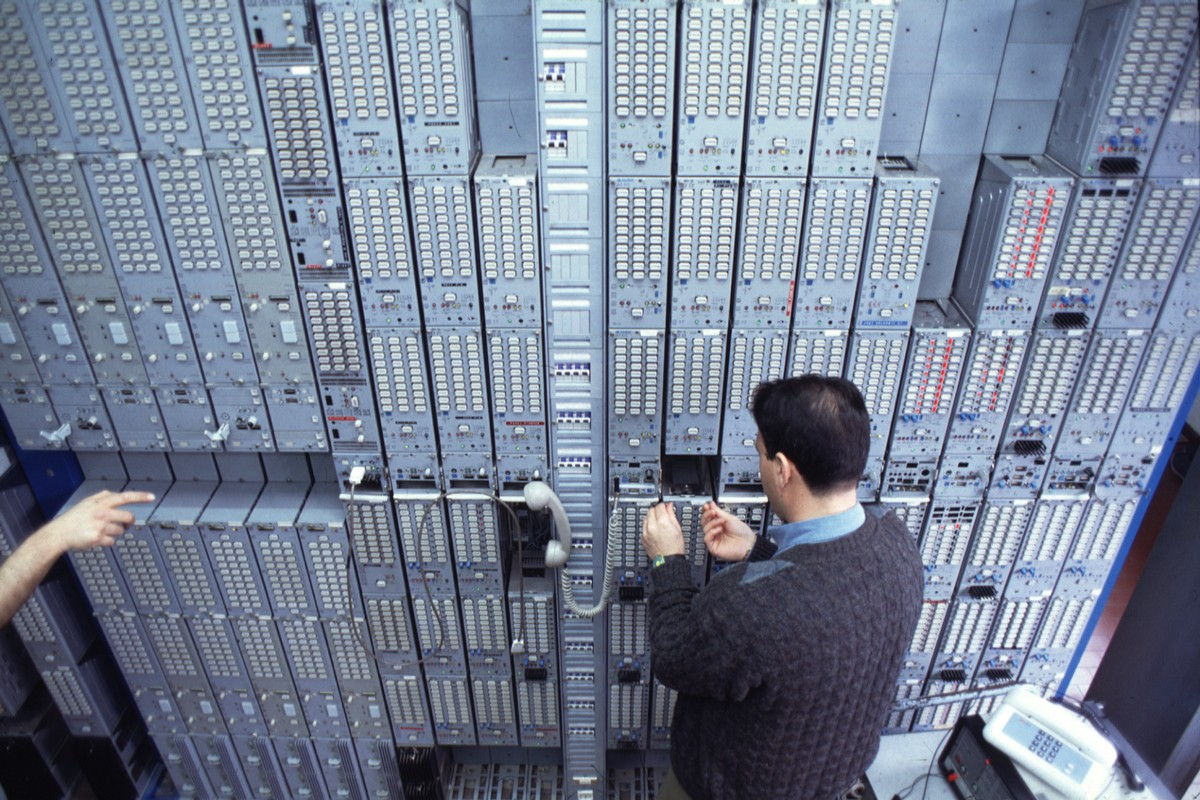
Particolare di una centrale telefonica SIP (1992)

## Generalità
Tecnicamente una centrale telefonica può essere uno Stadio di Linea (SL), uno Stadio di Gruppo Urbano (SGU) oppure uno Stadio di Gruppo di Transito (SGT). Lo Stadio di Linea è l'ultima struttura dove possono arrivare tutti gli altri provider con i loro apparati, dopodiché inizia il famoso ultimo miglio che giunge fino all'utente e in Italia è di proprietà di Telecom Italia. I 10500 Stadi di Linea sono collegati ad uno dei 628 Stadi di Gruppo Urbano, che a loro volta sono connessi ad uno dei 65 Stadi di Gruppo di Transito (le centrali interurbane).
Questi ultimi sono connessi tra di loro per poter smistare le chiamate interurbane dando così luogo alle dorsali (backbone) principali della rete telefonica nazionale. La rete telefonica ha dunque una tipica struttura 'capillare'. Per completare l'architettura fisica della rete (topologia), alcuni SGT sono connessi ad uno dei 3 gateway internazionali (in Italia a: Milano, Roma, Palermo), che a loro volta sono connessi con i gateway di altre nazioni per le comunicazioni internazionali. Quando uno SGT cede la chiamata al gateway, la chiamata viene pacchettizzata dal pop BBN, e successivamente transita nella rete multiservizio OPB di trasporto IP su cui viaggia anche la rete Internet e quindi si parla di VoIP.
Tutte e tre sono fisicamente lo stesso apparato, configurato per un numero di utenze servite diverso e dotato di collegamenti a banda larga con le altre centrali proporzionale al numero di linee voce e alla banda ADSL erogata moltiplicato il numero di linee servite con quella banda. Più sinteticamente, la banda del collegamento fra centrali telefoniche dipende dal numero e tipo di utenti allacciati.

## Architettura di rete TIM
In Italia, una complessa architettura assicura i collegamenti fra le centrali telefoniche. I 10.500 stadi di linea (che coprono i circa 8000 comuni italiani) sono collegati con cavo interrato o ponte radio a 650 stadi di gruppo urbano a capacità non inferiore a 155 Mbit/s. La numerazione degli stadi di linea si è conclusa a metà degli anni novanta; attualmente la rete telefonica locale italiana è servita da centrali di tre diversi costruttori: Italtel Linea-UT100 (66,6% degli stadi di linea), Alcatel A1000 S12 (17,3%) ed Ericsson AXE10 (16,1%).
Ogni SGU è connesso, oltre ai suoi stadi di linea, agli SGU limitrofi e al suo stadio di gruppo di transito (SGT) tramite fibre ottiche. Ogni fibra può trasportare da 622 a 2500 Mbit/s. Gli SGT sono connessi tra di loro con una rete a maglia completa.
Gli SGT sono connessi ai tre gateway internazionali (situati a Milano, Roma e Palermo), che a loro volta sono connessi a centri intercontinentali (per il traffico diretto verso gli USA il sito è nei Paesi Bassi). Il traffico è trasportato oltre Atlantico da fibre con capacità attuali di 40 Gbit/s (625.000 canali telefonici equivalenti).
Da ognuno dei 10.500 stadi di linea partono fasci di cavi (detti cavi di rete primaria) fino a 2400 coppie che arrivano a vari armadi ripartilinea ubicati nelle strade. Da questi partono altri cavi (detti cavi di rete secondaria) che raggiungono i distributori o le chiostrine, ovvero piccoli box o colonnine grigie che contengono una morsettiera con capacità tipica di 10 coppie a cui viene collegato, da un lato, il cavo telefonico proveniente dall'armadio ripartilinea, e dall'altro il cavo con destinazione sede dell'utente (presa tripolare o RJ-11).
Ciò completa l'architettura dell'attuale rete Telecom Italia. Le velocità di collegamento fra centrali dipendono dalla densità del traffico della zona, a sua volta legato al numero di utenze, ma in passato erano diverse le bande assegnate: 2 Mbit/s (30 canali telefonici), 8 Mbit/s (120 canali) fino ad arrivare a 139 Mbit/s (1800 canali telefonici), per ogni cavo o fascio radio a microonde utilizzato.
Il massimo di allora è inferiore alla banda minima oggi richiesta per collegare le stesse centrali di vent'anni fa, 155 Mbit/s come detto.

## ADSL
Alcuni Stadi di Linea sono esclusi dalla copertura ADSL perché non collegati alle altre centrali di gerarchia superiore (Stadio di Gruppo) tramite fibra ottica e perché sprovvisti di appositi multiplatori detti DSLAM. Poiché il costo al metro del rame è di parecchio inferiore a quello della fibra ottica, nelle zone non ancora raggiunte dall'ADSL un modo per estendere tale copertura, sarebbe quello di inserire uno splitter che separi voce e dati e convogli il traffico-dati (Internet soprattutto) su un doppino tirato dallo Stadio di Linea non coperto fino alla vicina centrale telefonica coperta da ADSL allacciandolo al rispettivo DSLAM in modo che il segnale a banda larga giunga anche alla centrale inizialmente non coperta (anche se la disponibilità di banda in quest'ultima centrale sarà comunque di molto inferiore).
Il DSLAM trasmette sopra i 4 kHz sfruttando parte dello spettro non utilizzato dal canale telefonico tradizionale (RTG) che rimane tra 300 e 3400 Hertz.

## Permutatori
In centrale si trovano i permutatori, composti da strisce e blocchetti.
Il permutatore è una struttura, di dimensioni variabili a seconda del numero di utenze servite dalla centrale, divisa principalmente in due parti.
La prima è composta da blocchetti, disposti orizzontalmente, collegati elettricamente alle schede di centrale che generano i segnali di telefonia analogica, ISDN e quelli relativi ai vari servizi di trasmissione dati come ADSL, HDSL, VDSL2, ecc.
La seconda è composta da strisce, poste in verticale, collegate ai cavi che sviluppano la rete esterna e quindi collegate direttamente agli appositi armadi posti in strada e da questi ai box che servono una o più abitazioni. Blocchetti e strisce sono collegati tra loro tramite permute (trecciole di rame) che destinano ogni singola linea telefonica alla relativa posizione sulla striscia.